# Wudinna Airport
Wudinna Airport är en flygplats i Australien. Den ligger i kommunen Wudinna och delstaten South Australia, nordväst om Wudinna.
Trakten runt Wudinna Airport består till största delen av jordbruksmark.